# Список технологий цветного кино

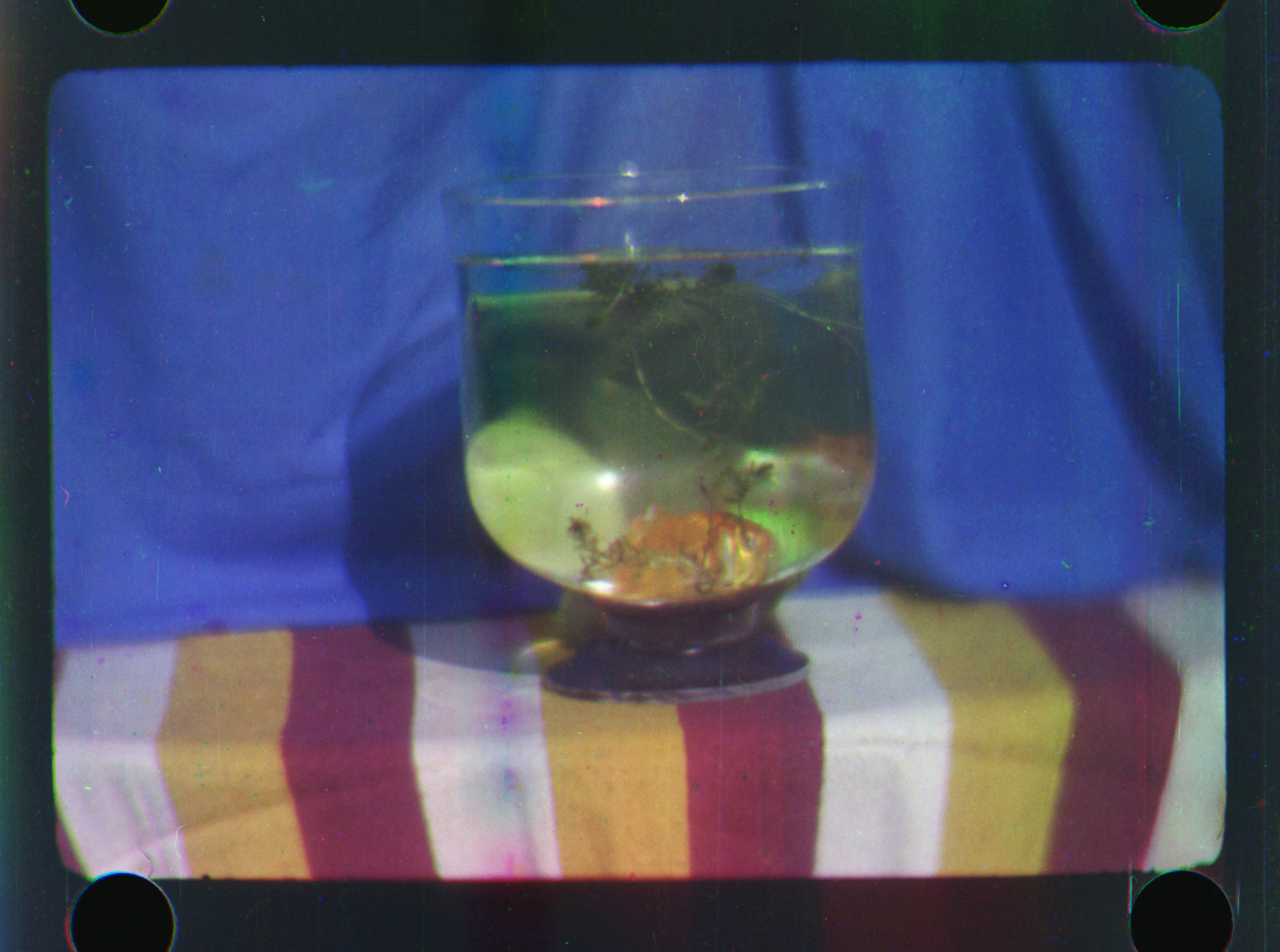
Цветной кинокадр, снятый в 1902 году методом Ли-Тёрнера

Технологии цветного кино — совокупность технических средств кинематографа, позволяющая получать на экране изображение в цветах, близких к натуральным. В списке приведены известные на сегодняшний день технологии цветного кинематографа, начиная с первых попыток конца XIX века. Упоминаются только те из процессов, которые позволяют записывать цвет на киноплёнку. Многочисленные техники раскраски вручную и трафаретами относятся к разновидностям колоризации.

## Терминология
- Процесс — название технологии, данное компанией, обладающей правами на коммерческое использование. Указаны также альтернативные торговые марки.
- Год — первый известный год существования технологии на основе патентов или сообщений о демонстрации.
- Метод проекции — использованный способ цветоделения и обратного синтеза цвета, а также количество записываемых основных цветов.

Аддитивный — два или три чёрно-белых изображения, снятых через цветные светофильтры, проецируются через те же светофильтры последовательно или одновременно. Готовое цветное изображение создаётся на экране специальным кинопроектором.
Субтрактивный — цветное изображение создаётся непосредственно в киноплёнке, проекция с которой осуществляется обычным кинопроектором.
Растровый — разновидность аддитивной технологии, когда киноплёнка содержит растр из множества микроскопических цветных светофильтров, осуществляющих цветоделение на общей чёрно-белой эмульсии. При проекции цветные светофильтры воссоздают натуральный цвет, и специальные кинопроекторы не требуются.
Лентикулярный — разновидность аддитивной растровой технологии. На лицевой стороне киноплёнки изготавливается лентикулярный цилиндрический растр, а эмульсия поливается на обратную сторону. Цветоделение осуществляется цветными светофильтрами в выходном зрачке объектива. Для цветной проекции требуется такой же объектив и точная настройка кинопроектора.
- Разработчики — известные разработчики процесса.
- Первый фильм — первый кинофильм, вышедший в прокат.

| Процесс                                                                        | Год  | Метод проекции                | Разработчики                                              | Первый фильм                                                                       |
| ------------------------------------------------------------------------------ | ---- | ----------------------------- | --------------------------------------------------------- | ---------------------------------------------------------------------------------- |
| Lee-Turner colour                                                              | 1899 | Аддитивный (3 цвета)          | Эдвард Рэймонд Тёрнер[1][2]                               | Экспериментальный цветной фильм Тёрнера                                            |
| Biocolour                                                                      | 1905 | Аддитивный (3 цвета)          | Уильям Фриз-Грин                                          | Без названия (1906)[3]                                                             |
| Kinemacolor                                                                    | 1906 | Аддитивный (2 цвета)          | Джордж Альберт Смит                                       | «Визит к морю» (1908)                                                              |
| Warner-Powrie                                                                  | 1906 | Растровый (3 цвета)           | Джон Хатчисон Роури                                       | Без названия (1928)                                                                |
| Система Келлера-Дориана                                                        | 1908 | Лентикулярный (3 цвета)       | Альберт Келлер-Дориан Рудольф Бертон                      | Неизвестно                                                                         |
| Cinecolorgraph                                                                 | 1912 | Субтрактивный (2 цвета)       | А. Хернандес-Мейя                                         | Неизвестно                                                                         |
| Brewster Color (I)                                                             | 1913 | Субтрактивный (2 цвета)       | Перси Дуглас Брюстер                                      | Неизвестно                                                                         |
| Chronochrome также: Gaumont Color                                              | 1913 | Аддитивный (3 цвета)          | Леон Гомон                                                | Неизвестно                                                                         |
| Prizma (I)                                                                     | 1913 | Аддитивный (2 цвета)          | Вильям ван-Дорен Келли                                    | «Наши ВМС» (1917)                                                                  |
| Cinechrome                                                                     | 1914 | Аддитивный (3 цвета)          | Колин Беннет                                              | Принц Уэльский в Индии (1921)                                                      |
| Биохром                                                                        | 1914 | Аддитивный (3 цвета)          | Сергей Прокудин-Горский, Сергей Максимович                | Неизвестно                                                                         |
| Kodachrome (I)                                                                 | 1916 | Субтрактивный (2 цвета)       | Джон Капстафф Eastman Kodak                               | «О тысяче долларов»                                                                |
| Technicolor (I)                                                                | 1916 | Аддитивный (2 цвета)          | Дениэл Комсток Герберт Калмус Бёртон Уэскотт              | «Пропасть» (1917)                                                                  |
| Douglass Color                                                                 | 1918 | Аддитивный (2 цвета)          | Леон Форест Дуглас                                        | Видовая съёмка (1918) и «Охота купидона» (1918)                                    |
| Kesdacolor                                                                     | 1918 | Субтрактивный (2 цвета)       | Вильям Ван-Дорен Келли Кэрол Даннинг                      | «Американский флаг» (1918)                                                         |
| Prizma (II)                                                                    | 1918 | Субтрактивный (2 цвета)       | Вильям Ван-Дорен Келли                                    | «Большое приключение» (1922)                                                       |
| Gilmore Color                                                                  | 1918 | Аддитивный (2 цвета)          | Фредерик Юджин Айвс Отто Гилмор                           | Неизвестно                                                                         |
| Zoechrome                                                                      | 1920 | Субтрактивный (3 цвета)       | Т. А. Миллс                                               | Неизвестно                                                                         |
| ColorCraft                                                                     | 1921 | Субтрактивный (2 цвета)       | У. Пек                                                    | Неизвестно                                                                         |
| Polychromide                                                                   | 1922 | Аддитивный (2 цвета)          | Аарон Гамбургер                                           | Неизвестно                                                                         |
| Technicolor (II)                                                               | 1922 | Субтрактивный (2 цвета)       | Дениэл Комсток Джозеф Болл Леонард Тролэнд Джарвис Эндрюс | «Жертвы моря» (1922)                                                               |
| Система Щепаника                                                               | 1924 | Аддитивный (3 цвета)          | Ян Щепаник                                                | Неизвестно                                                                         |
| Kelleycolor                                                                    | 1926 | Субтрактивный (2 цвета)       | Вильям Ван-Дорен Келли Макс Хэндшигл                      | Неизвестно                                                                         |
| Color Cinema Corporation                                                       | 1927 | Субтрактивный (2 цвета)       | Корпорация цветного кино                                  | Неизвестно                                                                         |
| Lignose Naturfarbenfilm                                                        | 1927 | Аддитивный (3 цвета)          | Lignose                                                   | Неизвестно                                                                         |
| Busch Color                                                                    | 1928 | Аддитивный (2 цвета)          |                                                           | Неизвестно                                                                         |
| Harriscolor                                                                    | 1928 | Субтрактивный (2 цвета)       | Вильям Ван-Дорен Келли                                    | Неизвестно                                                                         |
| Kodacolor (I)                                                                  | 1928 | Лентикулярный (3 цвета)       | Рудольф Бёртон                                            | Без названия (любительская 16-мм киноплёнка) (1928)                                |
| Raycol                                                                         | 1928 | Аддитивный (2 цвета)          | Морис Элви                                                | «Школа злословия» (1930)                                                           |
| Splendicolor                                                                   | 1928 | Субтрактивный (3 цвета)       |                                                           | Неизвестно                                                                         |
| Technicolor (III)                                                              | 1928 | Субтрактивный (2 цвета)       | Дениэл Комсток                                            | «Викинг» (1928)                                                                    |
| Agfa бипак                                                                     | 1929 | Субтрактивный (2 цвета)       | Agfa                                                      | Неизвестно                                                                         |
| Horst Color                                                                    | 1929 | Аддитивный (3 цвета)          | Л. Хорст                                                  | Неизвестно                                                                         |
| Multicolor                                                                     | 1929 | Субтрактивный (2 цвета)       | Вильям Креспинел                                          | Неизвестно                                                                         |
| Finlay                                                                         | 1929 | Аддитивный (3 цвета)          | Клэр Финли                                                | Неизвестно                                                                         |
| Harriscolor                                                                    | 1929 | Субтрактивный (2 цвета)       | Дж. Харрис мл.                                            | Неизвестно                                                                         |
| Cinechrome                                                                     | 1930 | Неизвестно                    | Cinecolor Ltd.                                            | Неизвестно                                                                         |
| Cineoptichrome                                                                 | 1930 | Аддитивный (2 цвета)          | Люсьен Ру Арман Ру                                        | Неизвестно                                                                         |
| Dascolor                                                                       | 1930 | Субтрактивный (2 цвета)       | М. Л. Дассонвил                                           | Неизвестно                                                                         |
| Harmonicolor                                                                   | 1930 | Аддитивный (2 цвета)          | Морис Комбз                                               | «Говорящие руки» (1936)                                                            |
| Hirlicolor                                                                     | 1930 | Субтрактивный (2 цвета)       | Джордж Хирлиман                                           | «Капитан-Беда» (1936)                                                              |
| Photocolor                                                                     | 1930 | Субтрактивный (2 цвета)       | Photocolor Corp.                                          | «Подарок Монтесумы» (1930)                                                         |
| Pilney Color                                                                   | 1930 | Субтрактивный (2 цвета)       |                                                           | Неизвестно                                                                         |
| Allfarbenfilm                                                                  | 1930 | Аддитивный (3 цвета)          |                                                           | Неизвестно                                                                         |
| Sennettcolor                                                                   | 1930 | Субтрактивный (2 цвета)       | Мэе Сеннет                                                | «Странные птицы» (1930)                                                            |
| Sirius Color                                                                   | 1930 | Субтрактивный (2 цвета)       | Л. Хорст                                                  | Неизвестно                                                                         |
| Brewster Color (II)                                                            | 1930 | Субтрактивный (2 или 3 цвета) | Перси Дуглас Брюстер                                      | «Осенние листья» (1930)                                                            |
| UFAcolor также: Chemicolor, Spectracolor                                       | 1930 | Субтрактивный (2 цвета)       | Universum Film AG                                         | «Паяцы» (1936)                                                                     |
| Vitacolor                                                                      | 1930 | Аддитивный (2 цвета)          | Вильям Ван-Дорен Келли Макс Дюпон                         | Неизвестно                                                                         |
| Спектроколор                                                                   | 1931 | Аддитивный (3 цвета)          | Н. Д. Анощенко[4]                                         | «Экспериментальный ролик цветных съёмок методом „Спектроколор“»                    |
| Chimicolor                                                                     | 1931 | Субтрактивный (3 цвета)       | Syndicate de la Cinematographe des Couleurs               | Неизвестно                                                                         |
| Magnacolor                                                                     | 1931 | Субтрактивный (2 цвета)       | Consolidated Laboratories                                 | «Дерзкие кабальеро» (1936)                                                         |
| Dufaycolor                                                                     | 1931 | Растровый (3 цвета)           | Луи Дюфай                                                 | «Сыновья моря» (1939)                                                              |
| DuPack                                                                         | 1931 | Субтрактивный (2 цвета)       | DuPont Co.                                                | Неизвестно                                                                         |
| Rota Farbenfilm                                                                | 1931 | Субтрактивный (2 цвета)       |                                                           | Неизвестно                                                                         |
| Советская двухцветная система                                                  | 1931 | Субтрактивный (2 цвета)       | Николай Агокас Фёдор Проворов Павел Мершин[5]             | «Карнавал цветов» (1935), «Груня Корнакова» (1936)                                 |
| AGFAcolor (I)                                                                  | 1932 | Лентикулярный (3 цвета)       | AGFA                                                      | Без названия (только 16-мм)                                                        |
| Cinecolor (I)                                                                  | 1932 | Субтрактивный (2 цвета)       | Вильям Криспинел Алан Ганделфингер                        | «Швеция, страна викингов» (1934)                                                   |
| Technicolor (IV)                                                               | 1932 | Субтрактивный (3 цвета)       | Джозеф Болл                                               | «Цветы и деревья» (1932)                                                           |
| Morgana Color                                                                  | 1932 | Аддитивный (2 цвета)          | Белл-Хауэлл Лэйди Джулиет Вильямс                         | Без названия (только 16-мм)                                                        |
| Gasparcolor                                                                    | 1933 | Субтрактивный (3 цвета)       | Бела Гаспар                                               | «Круги» (1933)                                                                     |
| Vericolor                                                                      | 1933 | Субтрактивный (2 цвета)       | Vericolor Inc.                                            | «Волшебный остров» (1935)                                                          |
| Francita Process также: Opticolor (UK)                                         | 1935 | Аддитивный (3 цвета)          | British Realita Syndica, Ltd.                             | «Девушка на выданье» (1935)                                                        |
| Kodachrome (II)                                                                | 1935 | Субтрактивный (3 цвета)       | Eastman Kodak                                             | Без названия (только 16-мм)                                                        |
| Советская трёхцветная система                                                  | 1936 | Субтрактивный (3 цвета)       | Фёдор Проворов Павел Мершин Авенир Мин[6]                 | «Лиса и волк»[7] (1936) «Чудесный светофор» (1938) «Завещание пса-скотинки» (1937) |
| Telco-Color                                                                    | 1936 | Субтрактивный (3 цвета)       |                                                           | «Техасская кавалькада» (1938)                                                      |
| Dunningcolor                                                                   | 1937 | Субтрактивный (3 цвета)       | Кэрол Даннинг Додж Даннинг                                | «Теуантепек» (1937)                                                                |
| AGFAColor (II) также: Sovcolor Chrome Color Art Chrome Color                   | 1939 | Субтрактивный (3 цвета)       | I.G. Farben[8]                                            | «Женская дипломатия» (1939–41)                                                     |
| Cosmocolor                                                                     | 1940 | Субтрактивный (2 цвета)       | Отто Гилмор                                               | «Остров судьбы» (1940)                                                             |
| Thomascolor                                                                    | 1942 | Аддитивный (3 цвета)          | Ричард Томас                                              | Неизвестно                                                                         |
| Cinefotocolor                                                                  | 1947 | Субтрактивный (2 цвета)       | Дениэл Арагон                                             | «Уголок Испании» (1948)                                                            |
| Fullcolor                                                                      | 1947 | Субтрактивный (3 цвета)       |                                                           | «Безумный Голдвин» (версия 1947 года)                                              |
| Rouxcolor                                                                      | 1947 | Аддитивный (3 цвета)          | Люсьен Ру Арман Ру                                        | «Дочь Миллера» (1948)                                                              |
| Thomson Color                                                                  | 1947 | Лентикулярный (3 цвета)       | Société Thomson                                           | «Праздничный день» (1949) (в прокат вышла чёрно-белая версия)                      |
| Cinecolor (II) или SuperCineColor                                              | 1948 | Субтрактивный (3 цвета)       | Алан Ганделфингер                                         | «Меч Монте-Кристо» (1951)                                                          |
| Konicolor                                                                      | 1948 | Субтрактивный (3 цвета)       | Konishi Roku                                              |                                                                                    |
| Magicolor                                                                      | 1947 | Субтрактивный (3 цвета)       |                                                           | «Волшебная лошадь» (1947)                                                          |
| Polacolor                                                                      | 1948 | Субтрактивный (3 цвета)       | Polaroid Corp.                                            | Неизвестно                                                                         |
| Technichrome                                                                   | 1948 | Субтрактивный (2 цвета)       | Британское отделение «Техниколор»                         | Олимпиада 1948                                                                     |
| Trucolor (II)                                                                  | 1948 | Субтрактивная (3 цвета)       | Republic Pictures Consolidated Film Industries            | «Это Корея, детка!» (1951)                                                         |
| Eastman Color также: DeLuxe Color Metrocolor Pathécolor (II) WarnerColor и др. | 1950 | Субтрактивный (3 цвета)       | Eastman Kodak                                             | «Королевское путешествие» (1951)                                                   |
| Alfacolour также: Alfacolor                                                    | 1950 | Субтрактивный (2 цвета)       | Alpha Photographic Laboratories                           | Неизвестно                                                                         |
| Ansco Color                                                                    | 1952 | Субтрактивный (3 цвета)       | General Aniline and Film Corp.                            | «Восхождение на Маттерхорн» (1948)                                                 |
| Dugromacolor                                                                   | 1952 | Аддитивный (3 цвета)          | Думас, Гроссет и Маркс                                    | Неизвестно                                                                         |
| Ferraniacolor                                                                  | 1952 | Субтрактивный (3 цвета)       |                                                           | Toto A Colori (1952)                                                               |
| Fox Lenticular Film                                                            | 1953 | Лентикулярный (3 цвета)       | 20th Century Fox                                          | Без названия (экспериментальный)                                                   |
| Fujicolor                                                                      | 1953 | Субтрактивный (3 цвета)       |                                                           | «Приключения Нацуко» (1953)                                                        |